# Ernesto Labarthe
Ernesto Labarthe Flores (ur. 2 czerwca 1956 w Limie) – piłkarz peruwiański grający podczas kariery na pozycji napastnika.

## Kariera klubowa
Ernesto Labarthe karierę piłkarską rozpoczął w 1974 roku w klubie Sport Boys, z którym w 1976 zdobył wicemistrzostwo Peru. W 1979 wyjechał do Chile, gdzie przez parę miesięcy bronił barw Palestino. W 1980 powrócił do Sport Boys, by po kilku miesiącach wyjechać do meksykańskiego klubu CF Monterrey. W 1982 powrócił do Peru, gdzie w następny roku zakończył piłkarską karierę w macierzystym Sport Boys.

## Kariera reprezentacyjna
W 1978 Labarthe uczestniczył w Mistrzostwach Świata. Na turnieju w Argentynie Peru odpadło w drugiej fazie grupowej, a Labarthe był rezerwowym i nie wystąpił w żadnym meczu. W reprezentacji Peru Labarthe zadebiutował 1979. W tym samym roku uczestniczył w turnieju Copa América 1979, na którym wystąpił w pierwszym meczu półfinałowym z Chile.
W 1979 Labarthe rozegrał w reprezentacji Peru 4 spotkania.